# Faz Parte do Meu Show
"Faz Parte do Meu Show" é uma canção do cantor brasileiro Cazuza, que faz parte do seu terceiro álbum de estúdio, Ideologia, de 1988. Foi composta por ele em parceria com Renato Ladeira. "Faz Parte do Meu Show" destaca-se na obra de Cazuza por ter um arranjo bossa nova. Ganhou o Troféu Imprensa como melhor música de 1988. Foi gravada também pelo grupo Herva Doce com um arranjo rock e com algumas mudanças na letra. Foi a canção brasileira mais executada no ano de seu lançamento.

## Prêmios e indicações
| Ano  | Prêmio                      | Categoria                         | Resultado | Ref.  |
| ---- | --------------------------- | --------------------------------- | --------- | ----- |
| 1988 | Prêmio da Música Brasileira | Música de pop/rock                | Indicado  | [ 3 ] |
| 1988 | Prêmio da Música Brasileira | Música do ano                     | Indicado  | [ 3 ] |
| 1988 | Troféu Imprensa             | Música do Ano                     | Venceu    |       |
| 1988 | Prêmio Bizz Melhores do Ano | Melhor Música Nacional - Leitores | 2º lugar  | [ 4 ] |